# Antoni Pagès i Millet
Antoni Pagès i Millet (el Masnou, Maresme, 23 de gener de 1885 - Canal de Bahama, costa de Florida, 9 de setembre de 1919) fou un capità de vaixell català.
Fill de Francesc Pagès i Sensat, mariner, i de Rosa Millet i Oliver. Va fer els primers estudis de Nàutica al Masnou, després continuà els estudis a Mèxic, on va rebre el títol de capità de la marina mercant amb 24 anys. Tenia un excel·lent currículum, fet que el dugué a portar grans vaixells de vapor de diverses companyies americans. Va morir en naufragi a bord del vapor estatunidenc Corydon quan un huracà (anomenat 1919 Florida Keys hurricane) engolí el vaixell i tripulació a la costa de Florida. En total moriren 27 tripulants.
L'any 1931 l'Ajuntament del Masnou decidí posar el seu nom a un carrer (carrer del Capità Antoni Pagès Millet). Aquest carrer s'havia anomenat fins aleshores carrer de Sant Josep. L'any 1957 el carrer recuperà el nom original i es posa el nom del capità a un nou carrer, el qual manté el nom actualment.